# Burry Stander
Pour les articles homonymes, voir Stander.
Burry Stander, né le 16 septembre 1987 à Port Shepstone, est un coureur cycliste sud-africain spécialiste de VTT cross-country. Il meurt prématurément le 3 janvier 2013 lors d'un entrainement, fauché par un taxi à Shelly Beach (en) à proximité de son domicile en Afrique du Sud,.
Il est champion du monde du cross-country moins de 23 ans en 2009 et médaillé de bronze des championnats du monde de cross-country et de VTT marathon en 2010.

## Biographie
Il se marie en 2012 avec Cherise Taylor, également coureuse cycliste.

## Palmarès en VTT

### Jeux olympiques
- Pékin 2008
  - 15e du cross-country
- Londres 2012
  - 5e du cross-country

### Championnats du monde
- 2006

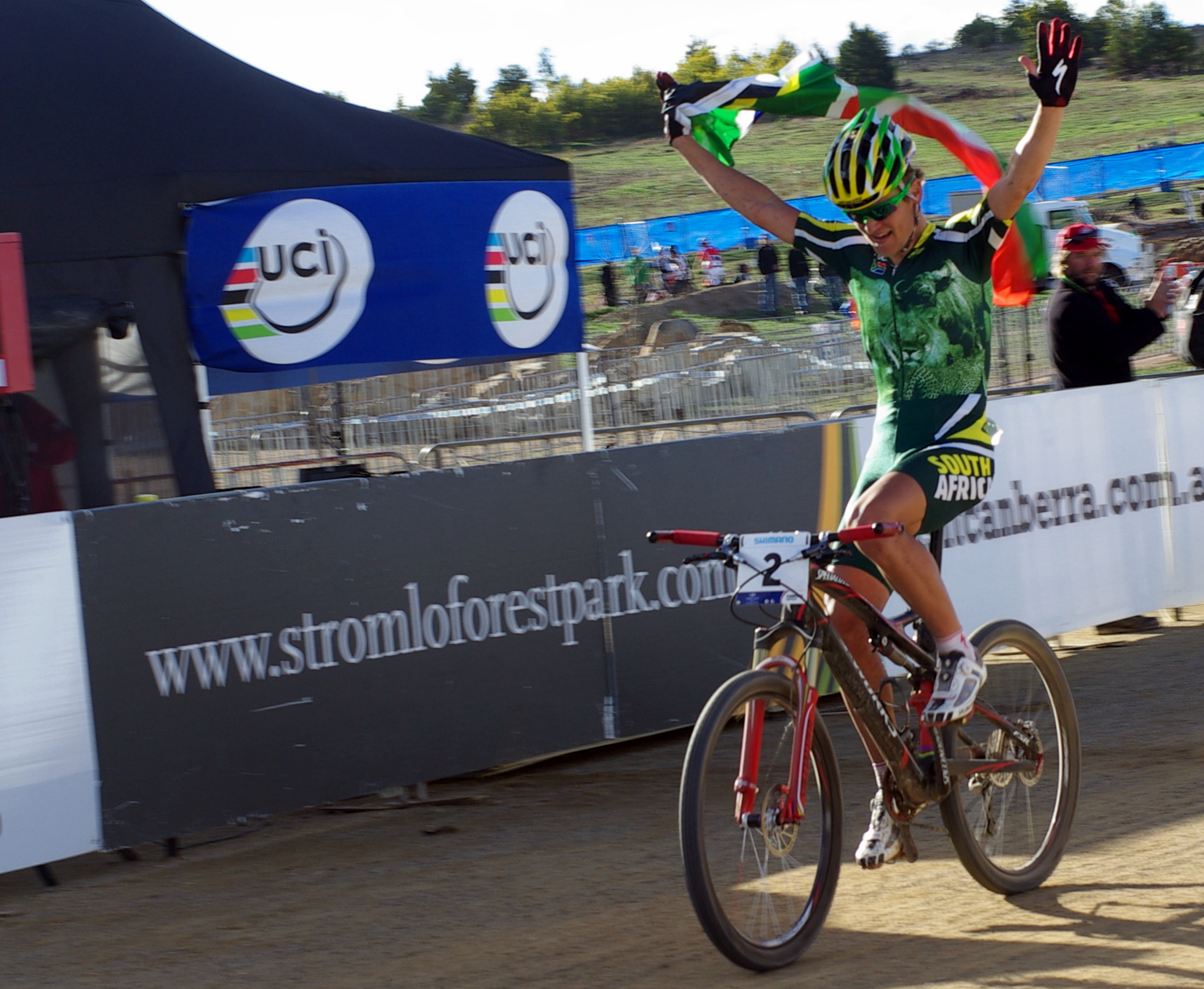
Burry Stander remporte le championnat du monde espoirs en 2009.

  - 17e du cross-country moins de 23 ans
- 2007
  - 6e du cross-country moins de 23 ans
- 2008
  -  Médaillé d'argent du cross-country moins de 23 ans
- 2009
  -  Champion du monde du cross-country moins de 23 ans
- 2010
  -  Médaillé de bronze du cross-country
  -  Médaillé de bronze du marathon
- 2012
  - 8e du cross-country

### Coupe du monde
- Coupe du monde de cross-country
  - 3e en 2009 (1 manche)
  - 9e en 2010
  - 6e en 2011
  - 2e en 2012 (1 manche)

### Championnats d'Afrique
- 2007
  -  Champion d'Afrique de cross-country
- 2009
  -  Champion d'Afrique de cross-country moins de 23 ans
- 2011
  -  Champion d'Afrique de cross-country

### Championnats d'Afrique du Sud
- Champion d'Afrique du Sud de cross-country : 2008, 2009, 2010, 2011 et 2012
- Champion d'Afrique du Sud de cross-country marathon : 2011

## Palmarès sur route

### Par années
- 2008
  - 3e du championnat d'Afrique du Sud sur route espoirs
- 2010
  - 2e étape du Giro del Capo
  - 3e du Giro del Capo
- 2011
  - 2e du championnat d'Afrique du Sud sur route

### Classements mondiaux
| Année           | 2008 | 2009 | 2010 | 2011 |
| --------------- | ---- | ---- | ---- | ---- |
| UCI Africa Tour | 125e | 131e | 55e  | 52e  |